# Argentona Bocs
L'Argentona Bocs és un club de futbol americà d'Argentona, Maresme, que competeix a la Lliga Catalana de Futbol Americà masculina (LCFA). Juguen al Camp d’Esports Municipal d’Argentona, ubicat a la zona esportiva Raül Paloma.
El club fou fundat oficialment el 1992. Tanmateix, els seus inicis es remunten al 1990, quan el professor d'educació física, Raül Paloma, va aplegar un grup de jugadors que van disputar inicialment algun partit no oficial, d'entrada amb el nom de Wilks d'Argentona, i la temporada 1990-91 va competir ja oficialment en la categoria júnior de la LCFA, des del 1992 en la sènior i l'any 1994 a la Lliga Espanyola.
El 1993 els Argentona Bocs van participar al programa «Moltes gràcies» de TV3 per aconseguir finançament. Aquell any van acollir un bon grapat de jugadors dels Sauris Maresme, que van deixar de competir en no poder reunir el capital mínim per competir a la lliga.
El 2021 el club va celebrar el 30è aniversari, va moure unes 100 fitxes de jugadors federats, disposava d'equips en categoria cadet, júnior, sènior i en diverses de futbol flag (categoria Flag Open, categoria Flag sub-13 i Categoria Flag sub-15). Entre els seus èxits destaquen cinc Lligues catalanes i una Copa Catalunya el 2003. Des del 2019 el seu president és Marc Güell, quan va agafar el relleu de Quim Perejoan.

## Palmarès
- Categoria sènior masculina:[2]
  - 5 Lliga catalana de futbol americà masculina: 1995, 2001, 2014, 2015, 2017
  - 1 Copa Catalunya de futbol americà: 2003
- Categoria júnior masculina:
  - 1 Lliga catalana de futbol americà masculina: 2010, 2017[2][4]
  - 1 Lliga espanyola de futbol americà masculina: 2010[4][5]
- Categoria cadet masculina:
  - 1 Lliga catalana de futbol americà masculina: 2021[6]